# إروين راسيل
إروين راسيل (بالإنجليزية: Irwin Russell)‏ هو محامي أمريكي، ولد في 24 يناير 1926، وتوفي في 23 أغسطس 2013 بسبب ابيضاض الدم.